# Callistus Onaga
Callistus Chukwuma Valentine Onaga (ur. 29 września 1958 w Agbudu) – nigeryjski duchowny katolicki, biskup Enugu od 2009.

## Życiorys

### Prezbiterat
Święcenia kapłańskie przyjął 8 sierpnia 1987 i został inkardynowany do diecezji Enugu. Po kilkuletnim stażu wikariuszowskim wyjechał na studia do Bonn. W 2002 powrócił do kraju i został dyrektorem miejscowego instytutu, zaś rok później objął funkcję wikariusza generalnego diecezji.

### Episkopat
9 lutego 2009 papież Benedykt XVI biskupem ordynariuszem Enugu. Sakry biskupiej udzielił mu 2 maja 2009 nuncjusz apostolski w Nigerii - arcybiskup Renzo Fratini.